# 滋賀県総合教育センター
滋賀県総合教育センター（しがけんそうごうきょういくセンター、英称：Shiga Prefectural Education Center）は、滋賀県が設置する教育に関する研究及び教育関係職員の研修を行う機関である。

## 概要
滋賀県総合教育センターは滋賀県における教育の充実と振興を図るため1971年前身の滋賀県教育研究所を廃止して設置される。

## 所在地
- 滋賀県総合教育センター - 滋賀県野洲市北桜

## 事業
事業内容は下記の通りである。
1. 教育関係職員の研修
2. 教育に関する専門的、技術的事項の調査研究
3. 科学技術教育および情報処理教育に関する研修、研究および実習
4. その他教育委員会が必要と認める業務

## 沿革
- 1953年（昭和28年）4月 滋賀県教育研究所設置
- 1957年（昭和32年）3月 滋賀県学校以外の教育機関の設置に関する条例制定
- 1964年（昭和39年）3月 滋賀県教育研究所の設置に関する条例制定
- 1971年（昭和46年）3月 滋賀県総合教育センター設置および管理に関する条例を制定し、滋賀県教育研究所を廃止。
- 1971年（昭和46年）4月 滋賀県総合教育センター設置

## 組織
- 管理グループ
- 資質向上・教育研修グループ
  - 研修チーム
  - 特別支援教育チーム
  - 情報教育チーム
- 学力向上・評価研究グループ
  - 学力向上推進チーム
  - 科学教育チーム